# 사첼 페이지
르로이 로버트 "사첼" 페이지(Leroy Robert "Satchel" Paige, 1906년 7월 7일 ~ 1982년 6월 8일)는 전 니그로 리그 베이스볼, 멕시칸 리그, 메이저 리그 선수이다.
니그로 리그 베이스볼, 멕시칸 리그 등 각종 독립리그에서 활약했으며, 1948년 42살의 나이에 메이저 리그에 6번째로 진출한 흑인선수이자, 메이저 리그 클리블랜드 인디언스 소속으로 아메리칸 리그 최초의 흑인투수, 최고령 신인 선수가 되었다. 클리블랜드 인디언스에서 활약하고 세인트루이스 브라운스(現 볼티모어 오리올스)로 이적, 활약하여 1953년 은퇴했으며 12년후, 1965년에 58세의 나이에 캔자스시티 어슬레틱스(오늘날 오클랜드 어슬레틱스)의 선수로 등록되어 보스턴 레드삭스와의 경기에서 3이닝 선발 등판하여 모든 이들을 놀라게 하며 메이저 리그 최고령 선수로 역사의 한 페이지를 장식하게 된다. 1971년, 명예의 전당에 입성하였다.

## 생애
1906년 11명의 형제중 7번째로 태어났다. 사첼 페이지는 본래 이름이 르로이 페이지(LeRoy Paige)였다.
페이지의 출생에 대해서는 논란이 있는데, 그가 1906년생인지에 대해서는 지금도 의견이 분분하다. 일설에는 1900년생이라는 주장도 있으며, 그를 옆에서 직접 본 선수들은 그보다 10살 이상 많았을 거라고 생각했다. 하지만 이는 1959년, 페이지 어머니의 증언으로 일단락됐다. 13남매를 뒀던 페이지의 어머니는 성경책에 자녀들의 생일을 모두 기록해 뒀다. 하지만 어느날 집에 들어온 염소가 일부를 뜯어먹었고, 이후 출생신고를 하는 과정에서 페이지의 출생연도가 1904년에서 1906년으로 바뀌었다는 것이다. 한편, 어린 시절 도둑질을 하다 붙잡힌 페이지가 교도소에 가지 않기 위해 두 살을 속이면서 1906년생이 됐다는 주장도 있다.
정원사 일을 하던 아버지와 가정부로 살림을 꾸려나간 어머니 밑에서 성장하였는데, 그의 어머니가 여행용가방(Satchel)에 7살이였던 그를 넣어놓고 기차를 이용한 일이 있어 그 때부터 '르로이'(LeRoy)라는 이름 대신 '사첼'(Satchel)이라고 불렸으며, 넉넉지 못한 형편으로 고향 프로팀의 잔심부름을 시작으로 10살부터 야구와 인연을 맺게 되었다. 고등학교 졸업 후 1924년 세미프로팀에서 한경기당 1$을 받는 조건으로 본격적인 프로생활을 하게 된 그는 1926년부터 니그로 리그 베이스볼 선수생활을 시작하게 되었다.

## 선수생활

### 니그로리그 & 중남미리그등 각종 독립리그
선수생활하면서 니그로 리그의 전설을 쓰기 시작하였다. 이후 1930년대 니그로리그의 여러 팀에서 활약을 하면서 그는 긴 팔다리를 최대한 이용, 엄청난 강속구를 뿌렸다고 한다. 정확한 기록은 남아있지 않지만 페이지는 20여 년 이상 니그로 리그 베이스볼, 멕시칸 리그, 각종 독립리그를 순회하며 2000경기 이상에 등판했다고 한다.
그렇기 때문에 사첼 페이지의 기록은 너무나도 놀라워 지금까지도 여러 팬들에게 회자되고 있는데, 일설에는 승리만 2000승이라고도 한다. 그 외에도 50타자 연속 삼진, 수비수들을 모두 덕아웃으로 불러 놓고 공 9개로 이닝 종료, 워밍업 때 성냥갑을 홈플레이트 삼아 스트라이크 던지기 등 확인되지 않은 전설이 퍼져나갈 정도로 확실하게 경기를 압도하는 투수였다고 알려질 정도였다. 하지만 문제는 그 누구도 정확한 기록을 알지 못해서 과장된 것이 아니냐는 의문인것인데, 1920년대부터 니그로 리그에서 활약한 그의 기록이 제대로 남아있지 않기 때문이다. 니그로리그 선수들에 대한 근거있는 정확한 자료가 없어서 많이 부풀려진 면이 있겠지만, 1930년 이벤트로 치러진 메이저 리그와 니그로 리그 대표팀 간의 경기에서 사첼 페이지는 메이저리거들 상대로 위력적인 공을 구사했다. 당시 메이저리거들 상대로 22개의 탈삼진을 잡아냈었다고 알려진 것, 1932년 이벤트로 치러진 메이저 리그와 니그로리그 대표팀 간의 경기에서 사첼 페이지는 메이저리거들 상대로 위력적인 공을 구사했었다. 당시 메이저 리그 강속구 투수로 유명했던 디지 딘을 비롯해 메이저 리그에서 활약했던 슈퍼스타들은 그를 '역사상 가장 뛰어난 투수'라고 평가하기도 했다. 조 디마지오는 자신이 페이지에게 4타수 1안타를 친 사실을 자랑하고 다녔다고 한다.
그리고, 뒷날 1948년 메이저 리그에 데뷔하여 나이 40이 넘어서도 145km이상의 직구를 뿌린 것을 감안하면 신빙성이 있는 주장일 수도 있다고 생각된다.
그의 기량은 많은 메이저 리그 선수들도 인정하고 있었고, 그가 당시 최고의 투수였음은 확실한 것으로 보인다.
그외에 사첼 페이지는 구단주에게도 인기가 많았고, 선수들에게는 만담꾼으로 인기가 많았으며 관객들에게는 쇼맨쉽으로 인기가 많았던 선수였다. 그는 상상하기 힘든 강속구를 지녔으며 오버핸드, 언더핸드 등 변칙투구로 타자들을 농락하였다고 한다.

### 메이저 리그 시절
그는 뛰어난 기량을 가지고 있음에도 흑인이라는 이유로 메이저 리그 입성은 이루어질수 없었고, 1947년 재키 로빈슨이 메이저 리그 데뷔를 이룬 이듬해 42살의 나이가 돼서야 클리블랜드 인디언스의 호출을 받았다. 그러나 사첼 페이지 자신은 나이가 40을 넘었다는 것을 감안하여 처음엔 이를 거절하였다.
하지만, 40이 넘어서도 145 km 이상 뿌릴 수 있는 강속구를 가지고 있는 그에게 섣불리 물러날 구단장이 아니었고, 같은 흑인 선수인 래리 도비가 클리블랜드 인디언스 유니폼을 입으면서 AL리그 첫 번째 흑인선수로 데뷔하자, 사첼 페이지는 결국에 1948년 42살의 나이로 메이저 리그에 6번째로 진출한 흑인선수라는 타이틀과 함께 메이저 리그 아메리칸 리그의 최초 흑인투수가 되었으며, 42세 나이에 최고령 신인 기록을 하면서 메이저 리그 데뷔하게 되었다.
전성기가 지나가버린 그였지만, 불펜과 선발을 오가며 1948년 시즌 6승 1패 방어율 2.47을 기록한 첫해 그의 첫 3경기 등판 동안 무려 20만명이라는 엄청난 야구팬이 각 구장마다 몰려들었고, 그가 불펜에서 몸을 푸는 모습을 보이기라도 하면 모든 사람들이 기립하여 환호를 질렀다고 한다. 1950년 독립리그로 잠시 외도를 하였다가 1951년 다시 세인트 루이스 브라운스(현재, 볼티모어 오리올스이다.)로 메이저리거로 복귀하여 45살 나이였던 1952년 12승 10패 방어율 3.07을 기록하였는데, 1952년시즌에 역사상 최고령 완봉, 완투승을 이뤄냈을 때 많은 사람들을 놀라게 하였다. 당시, 그는 인터뷰에서 이런말을 남겼다.
| “ | 내가 100살이 되어도, 그 녀석들(상대 타자들)은 삼진시킬 수 있을거야. | ” |

그리고 이듬해 1953년 입단 3년 만에 은퇴를 선언하였다.
그러나 이것이 끝이 아니었다. 글러브를 벗은 지 12여 년이 지난 1965년, 연금법이 개정되어 페이지가 3이닝이 모자라 연금을 받지 못하게 되었다는 사실을 안 캔자스시티 어슬래틱스는 59세의 그를 영입해 보스턴 레드삭스전에 선발 등판시켰고, 페이지는 3이닝을 1안타 무실점으로 막아내는 기염을 토했다. 당시 유일했던 1안타는 보스턴 레드삭스의 간판타자 칼 야스트렘스키가 뽑아낸 2루타였고, 페이지는 모든 이들을 놀라게 하며 메이저 리그 최고령 선수로 역사의 한 페이지를 장식하면서 은퇴를 하게 되었다.
한편, 메이저리그 시절 본인의 등번호였던 29번은 일본 한국에서 투수들이 많이 단다.

## 은퇴 이후
그가 기록한 메이저 리그 통산기록은 5시즌 동안, 28승 31패 4세이브 방어율 3.29를 기록했다. 은퇴 이후 밀워키 브레이브스(현재, 아틀란타 브레이브스)의 투수코치로 2년간 활약했고, 1971년, 니그로리그에서의 업적을 인정받아 니그로 리그 협회(Committee on Negro Leagues)를 통해 헌액되어 명예의 전당에 입성했다. 입성 당시, 보스턴 레드삭스에서 활약했던 백인 선수 테드 윌리엄스는 사첼 페이지의 명예의 전당 입성에 대해 다음과 같이 발언했다.
| “ | 페이지와 깁슨 같은 선수는 니그로리그의 상징으로 언젠가는 명예의 전당에 오를 수 있어야 한다고 생각한다. 그들에겐 단지 기회가 주어지지 않았을 뿐이다. (I hope some day Satchel Paige and Josh Gibson will be voted into the Hall of Fame as symbols of the great Negro players who are not here only because they weren't given the chance.) | ” |

명예의 전당에 헌액되었을 당시 65세였던 페이지는 "현재는 물론이고 10년 뒤에 등판해도 승리할 수 있다."며 끝없는 자신감을 표출했지만, 약 10년 뒤인 1982년 심근경색으로 사망했다.

## 통산 성적
니그로 리그를 비롯한 중남미 리그 등 그의 성적이 일부 기록되어있으나, 이는 정확하다. 그 이유는 1920년대부터 니그로 리그에서 활약한 그의 기록이 제대로 남아있지 않기 때문이다.

### 니그로 리그
| 연도                                                     | 팀                 | 리그         | 승리 | 패전 | 승률  | 등판 | 완투 | 이닝   | 피안타 | 볼넷 | 삼진 | RA   | 방어율 |
| 1927                                                     | Birmingham         | NNL (first)  | 7    | 1    | .875  | 18   | 5    | 89.3   | 69     | 26   | 69   | 3.32 | 2.12   |
| 1928                                                     | Birmingham         | NNL          | 12   | 5    | .706  | 26   | 11   | 134.3  | 109    | 21   | 112  | 2.95 | 2.01   |
| 1929                                                     | Birmingham         | NNL          | 10   | 9    | .526  | 30   | 15   | 188.3  | 188    | 31   | 176  | 4.92 | 3.73   |
| 1930                                                     | Baltimore          | Independent  | 3    | 1    | .750  | 4    | 3    | 31.0   | 35     | 6    | 17   | 3.48 | 2.32   |
| 1930                                                     | Birmingham         | NNL          | 7    | 4    | .636  | 14   | 9    | 96.3   | 74     | 9    | 69   | 3.27 | 2.62   |
| 1931                                                     | Cleveland          | NNL          | 1    | 2    | .333  | 6    | 1    | 32.7   | 26     | 4    | 18   | 3.31 | 2.48   |
| 1931                                                     | Pittsburgh         | Independent  | 0    | 1    | .000  | 1    | 1    | 8.0    | 5      | 1    | 0    | 3.38 | 2.25   |
| 1932                                                     | Pittsburgh         | Independent  | 10   | 4    | .714  | 22   | 12   | 132.7  | 92     | 35   | 92   | 3.19 | 1.70   |
| 1933                                                     | Pittsburgh p       | NNL (second) | 5    | 7    | .417  | 13   | 8    | 95.0   | 54     | 12   | 55   | 3.69 | 1.89   |
| 1934                                                     | Pittsburgh         | NNL          | 14   | 2    | .875  | 22   | 15   | 154.0  | 103    | 26   | 144  | 2.16 | 1.40   |
| 1935                                                     | Kansas City        | Independent  | 0    | 0    | .000  | 2    | 1    | 9.0    | 5      | 1    | 11   | 0.00 | 0.00   |
| 1936                                                     | Pittsburgh p       | NNL          | 5    | 0    | 1.000 | 7    | 5    | 47.7   | 41     | 9    | 47   | 3.21 | 2.08   |
| 1937                                                     | Trujillo All-Stars | Independent  | 0    | 1    | .000  | 2    | 1    | 11.0   | 16     | 1    | 11   | 4.09 | 4.09   |
| 1940                                                     | Kansas City p      | NAL          | 1    | 0    | 1.000 | 2    | 1    | 11.0   | 6      | 0    | 8    | 0.82 | 0.00   |
| 1941                                                     | Kansas City p      | NAL          | 4    | 0    | 1.000 | 12   | 2    | 55.0   | 42     | 6    | 42   | 3.44 | 1.64   |
| 1941                                                     | 뉴욕               | NNL          | 1    | 0    | 1.000 | 1    | 1    | 9.0    | 5      | 0    | 8    | 3.00 | 0.00   |
| 1942                                                     | Kansas City c      | NAL          | 4    | 5    | .444  | 18   | 5    | 95.0   | 68     | 11   | 79   | 2.84 | 1.80   |
| 1943                                                     | Kansas City        | NAL          | 6    | 8    | .429  | 23   | 3    | 102.0  | 90     | 22   | 74   | 4.59 | 2.65   |
| 1943                                                     | Memphis            | NAL          | 1    | 0    | 1.000 | 1    | 0    | 5.0    | 0      | 2    | 7    | 0.00 | 0.00   |
| 1944                                                     | Kansas City        | NAL          | 4    | 5    | .444  | 14   | 5    | 82.7   | 51     | 13   | 76   | 1.96 | 0.54   |
| 1945                                                     | Kansas City        | NAL          | 2    | 4    | .333  | 11   | 2    | 51.7   | 48     | 14   | 54   | 5.05 | 1.05   |
| 1946                                                     | Kansas City p      | NAL          | 5    | 1    | .833  | 11   | 2    | 47.0   | 40     | 3    | 45   | 2.11 | 1.15   |
| 1947                                                     | Kansas City        | NAL          | 1    | 1    | .500  | 3    | 2    | 19.0   | 7      | 0    | 17   | 0.95 | 0.47   |
| Total                                                    | 19 seasons         | 19 seasons   | 103  | 61   | .628  | 263  | 110  | 1506.7 | 1174   | 253  | 1231 | 3.31 | 2.02   |
| p = pennant; c = Negro League World Series championship. |                    |              |      |      |       |      |      |        |        |      |      |      |        |

### 노스다코타
| 연도  | 팀        | 승리 | 패전 | 승률  | 완투 | 이닝  | 볼넷 | 삼진 | RA   |
| 1933  | Bismarck  | 6    | 0    | 1.000 | 7    | 72.0  | 11   | 119  | 1.25 |
| 1935  | Bismarck  | 29   | 2    | .935  | 18   | 229.7 | 16   | 321  | 1.96 |
| Total | 2 seasons | 35   | 2    | .946  | 25   | 301.7 | 27   | 440  | 1.79 |

### 도미니칸 리그
| 연도 | 팀              | 리그             | 승 | 패 | 승률 |
| 1937 | Ciudad Trujillo | Dominican League | 8  | 2  | .800 |

### 멕시칸 리그
| 연도 | 팀                | 리그           | 승리 | 패전 | 승률 | 등판 | 완투 | 이닝 | 피안타 | 볼넷 | 삼진 | 방어율 |
| 1938 | Agrario de México | Mexican League | 1    | 1    | .500 | 3    | 0    | 19.3 | 28     | 12   | 7    | 5.12   |

### 쿠바 리그 (윈터 리그)
| 연도    | 팀          | 리그         | 승리 | 패전 | 승률 | 등판 | 완투 |
| 1929–30 | Santa Clara | Cuban League | 6    | 5    | .545 | 15   | 8    |

### 캘리포니아 윈터리그
| 연도    | 팀                        | 리그              | 승리 | 패전 | 승률  | 완투 | 이닝 | 볼넷 | 삼진 |
| 1931–32 | Philadelphia Giants       | California Winter | 6    | 0    | 1.000 | 6    | 58   | —    | 70   |
| 1932–33 | Tom Wilson's Elite Giants | California Winter | 7    | 0    | 1.000 | 7    | 63   | —    | 91   |
| 1933–34 | Wilson's Elite Giants     | California Winter | 16   | 2    | .889  | 18   | 172  | 47   | 244  |
| 1934–35 | Wilson's Elite Giants     | California Winter | 8    | 0    | 1.000 | 7    | 69   | 20   | 104  |
| 1935–36 | Wilson's Elite Giants     | California Winter | 13   | 0    | 1.000 | 6    | 94   | 28   | 113  |
| 1943–44 | Baltimore Elite Giants    | California Winter | 3    | 1    | .750  | 1    | 36   | 10   | 39   |
| 1945    | Kansas City Royals        | California Winter | 1    | 1    | .500  | 1    | 27   | 12   | 27   |
| 1946    | Kansas City Royals        | California Winter | 0    | 2    | .000  | 0    | 15   | 7    | 21   |
| 1947    | Kansas City Royals        | California Winter | 2    | 1    | .667  | 1    | 35   | 14   | 60   |
| Total   | 9 seasons                 | 9 seasons         | 56   | 7    | .889  | 47   | 569  | —    | 769  |

### 푸에르토 리그 (윈터 리그)
| 연도                                                          | 팀        | 리그        | 승리 | 패전 | 승률 | 이닝 | 볼넷 | 삼진 | 방어율 |
| 1939–40*                                                      | Guayama p | Puerto Rico | 19†  | 3    | .864 | 205  | 54   | 208† | 1.93   |
| 1940–41                                                       | Guayama   | Puerto Rico | 4    | 5    | .444 | —    | 26   | 70   | 3.89   |
| 1947–48                                                       | Santurce  | Puerto Rico | 0    | 3    | .000 | 34   | 13   | 26   | 2.91   |
| Total                                                         | 3 seasons | 3 seasons   | 23   | 11   | .676 | —    | 93   | 304  | —      |
| * – league MVP; † – single-season league record; p = pennant. |           |             |      |      |      |      |      |      |        |

### 메이저 리그
사첼페이지 메이저 리그 통산 성적 참조.

### 마이너리그
사첼페이지 마이너리그 통산 성적 참조.

## 같이 보기
- 조시 깁슨
- 재키 로빈슨
- 클리블랜드 인디언스